# Lajos Maszlay
Lajos Maszlay   (Budapest, 2 d'octubre de 1903 - Budapest, 1 de desembre de 1979) va ser un tirador d'esgrima hongarès, especialista en floret i sabre, que va competir entre les dècades de 1930 i 1950.
El 1936 va prendre part en els Jocs Olímpics d'Estiu de Berlín, on va disputar dues proves del programa d'esgrima. En ambdues quedà eliminat en sèries. El 1948, una vegada finalitzada la Segona Guerra Mundial, als Jocs de Londres, on va disputar dues proves del programa d'esgrima. En la prova del floret individual guanyà la medalla de bronze, mentre en la de floret per equips quedà eliminat en quarts de final. El 1952, a Hèlsinki, va disputar els seus tercers, i darrers, Jocs Olímpics, on guanyà la medalla de bronze en la competició de floret per equips, mentre en la de floret individual quedà eliminat en sèries.
En el seu palmarès també destaquen sis medalles al Campionat del Món d'esgrima, tres d'or i tres de bronze, entre 1933 i 1953, així com vint-i-quatre campionats d'Hongria en les diferents armes.